# Suťaginův dům
Suťaginův dům nebo také Solombalský mrakodrap (rusky Дом Сутягина nebo Соломбальский небоскрёб) byla dřevostavba v ruském městě Archangelsk. Nacházela se na jeho severním předměstí Solombala. Dům začal bez stavebního povolení budovat místní oligarcha Nikolaj Petrovič Suťagin v roce 1992. Budova postupným přistavováním dosáhla třinácti pater a výšky 44 metrů, přerostla i proslulý Kižský pogost a byla navržena na zápis do Guinessovy knihy rekordů jako nejvyšší dřevěný obytný dům na světě. V jejím sousedství vznikla také pětipatrová parní lázeň.
Koncem devadesátých let byl Suťagin uvězněn za podvody na čtyři roky a dům začal chátrat. Archangelská radnice označila dřevěné monstrum za bezpečnostní riziko a nařídila jeho odstranění. V roce 2008 byla většina domu rozebrána, zůstala z něj pouze čtyři patra. Zbytek Suťaginova domu shořel při požáru města v květnu 2012.